# Сахоненко, Светлана Владимировна
Светла́на Влади́мировна Сахоне́нко (родилась 26 октября 1989 года в Новополоцке) — белорусская паралимпийская лыжница и биатлонистка, трёхкратная чемпионка зимних Паралимпийских игр 2018 года по лыжным гонкам (первая паралимпийская чемпионка Игр-2018 от Беларуси) и бронзовый призёр зимних Паралимпийских игр 2018 года по биатлону. Выступает в классе B2.

## Биография
Родилась в Новополоцке. Мать — Ольга Александровна, в юности занималась лёгкой атлетикой, выступала за ведомственную команду горпищепромторга на длинных дистанциях. Дед по материнской линии — кадровый офицер, служил в Боровухе, занимался профессионально плаванием и сдал нормативы мастера спорта. Бабка по материнской линии — конькобежка, альпинистка и легкоатлетка (бег с барьерами). Есть старший брат, старшая сестра и два младших брата. Светлана занималась лыжами с 9 лет, училась в 2004—2009 годах в Новополоцком училище олимпийского резерва (директор — лыжник Валерий Гущин). В процессе учёбы Светлана стала терять зрение, и только вмешательство врачей позволило избежать слепоты. Зрение Светланы — «-12». Позже она переехала в Могилёв, где стала тренироваться под руководством Анатолия Ивановича Перепечкина, знакомого Валерия Гущина. Светлана стала инструктором-методистом в ДЮСШ, однако из-за скоропостижной кончины наставника не смогла пробиться в сборную Беларуси и принять участие в Играх в Ванкувере и Сочи. Врачи не могли установить ей точный диагноз, а документы для прохождения медкомиссий не были предоставлены своевременно. Она ушла из спорта, занявшись работой администратором в четырёхзвёздочном отеле и руководством детской танцевальной студией. В настоящее время — спортсмен-инструктор в Центре олимпийской подготовки.
На Паралимпийских играх 2018 года в Пхёнчхане Светлана выступала в лыжных гонках и в биатлоне, класс B2. Она принесла сборной Беларуси первую золотую медаль, выиграв лыжную гонку на дистанции в 15 км в свободном стиле, а также завоевала бронзовую медаль в биатлонной гонке на 6 км. За свою первую золотую медаль она была отмечена телеграммой от Новополоцкого училища олимпийского резерва, а также получила поздравления от Президента Республики Беларусь Александра Лукашенко. На Играх Светлана выиграла ещё две золотые медали — в лыжных гонках, в спринте на 1,5 км классическим ходом и в гонке на 7,5 км, став тем самым трёхкратной олимпийской чемпионкой. Её спортсменом-лидером на Играх был Роман Ященко.